# Maginotlinie

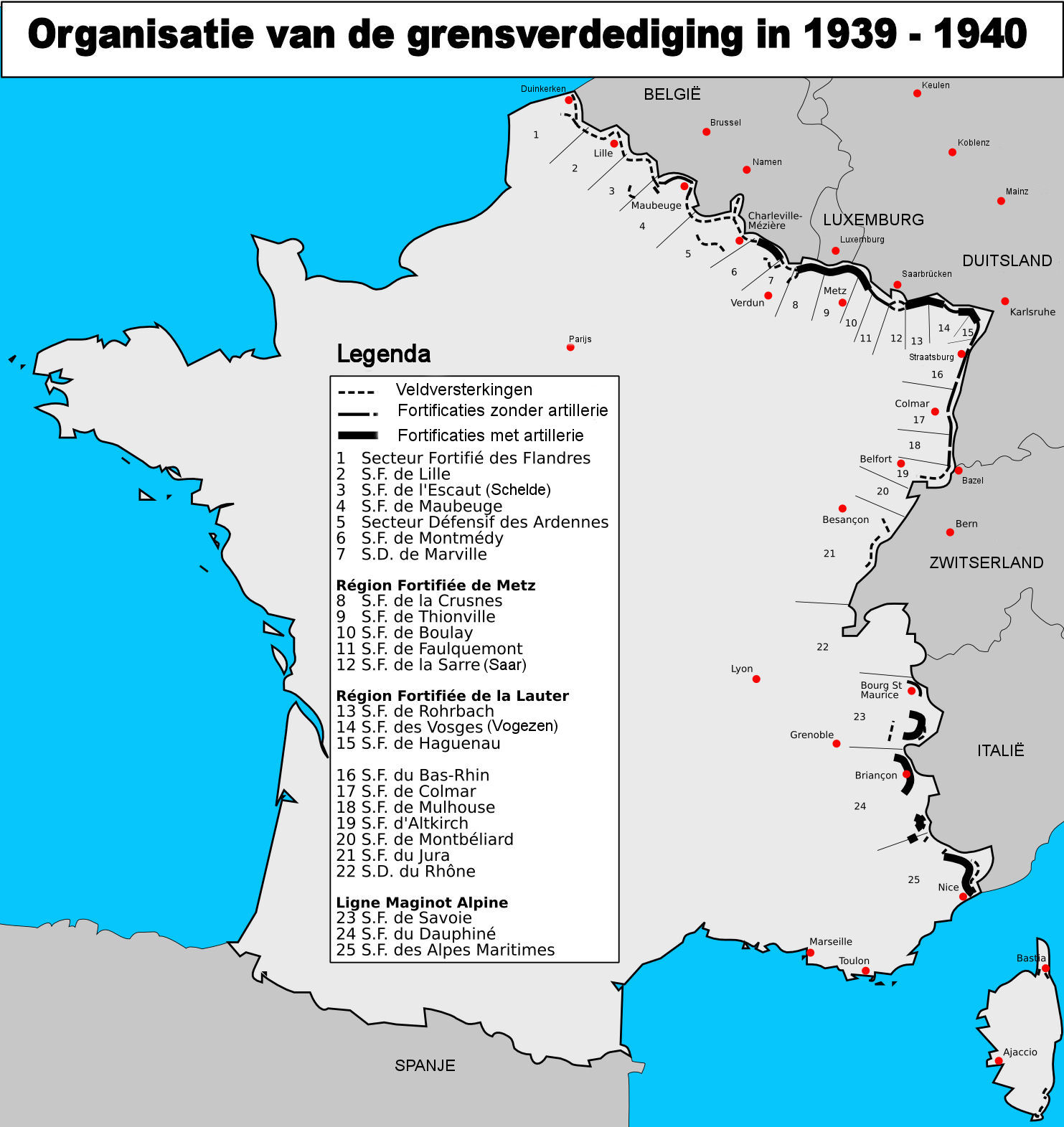
Globale positie van de linie

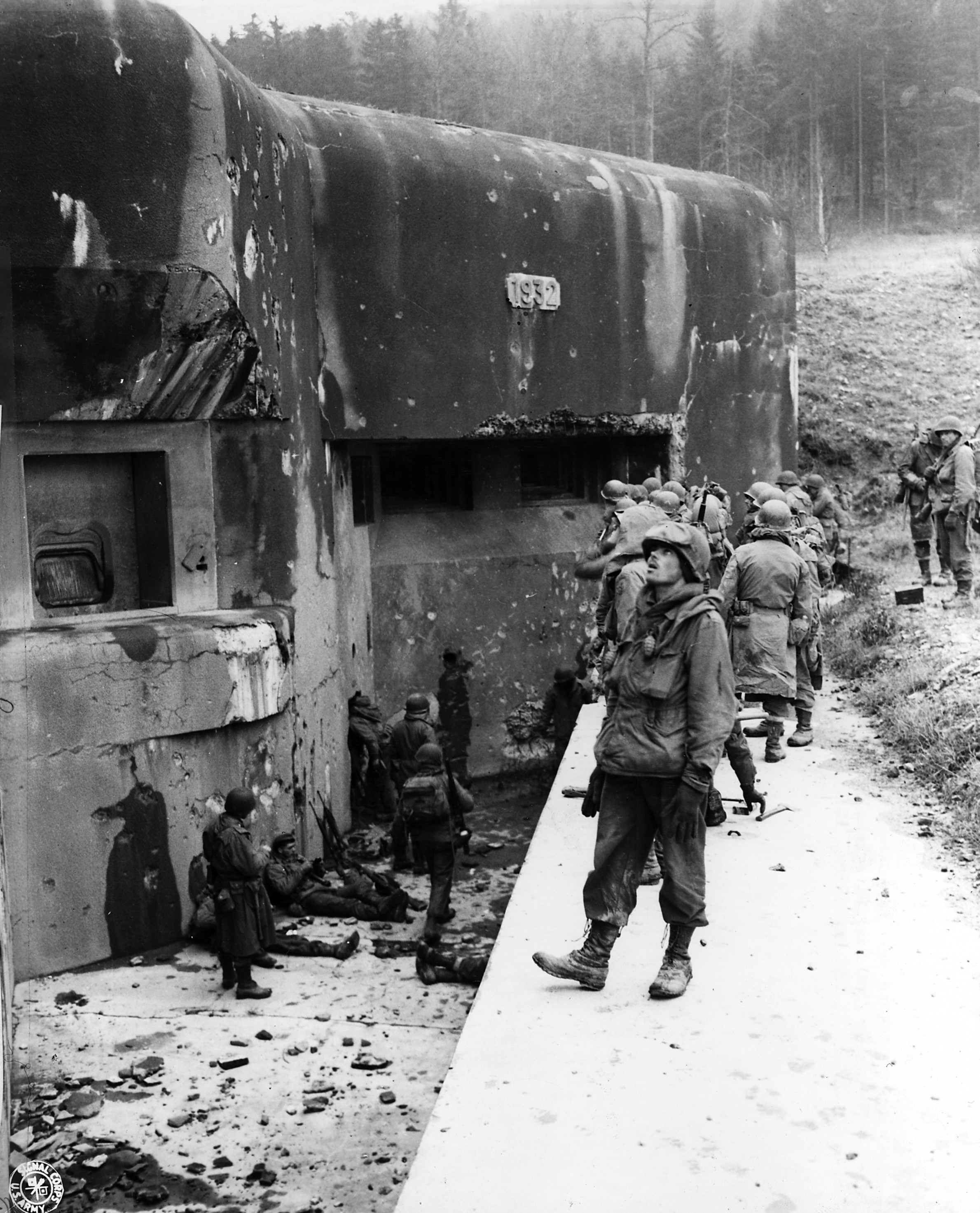
Artillerie kazemat (GO Hochwald)

De Maginotlinie (Frans: Ligne Maginot) was een Franse verdedigingslinie aangelegd tussen 1930 en 1938 op de grens met België, Luxemburg en Duitsland in het noorden en met Italië in het zuiden.

## Voorgeschiedenis
Het doel van de linie was Frankrijk te beschermen tegen een verrassingsaanval zoals die in de Frans-Duitse Oorlog van 1870 had plaatsgevonden, waarbij Frankrijk de Elzas en een deel van Lotharingen aan Duitsland had verloren. Toen de Elzas en Lotharingen na de Eerste Wereldoorlog weer geheel bij Frankrijk kwamen, waren de oude verdedigingswerken niet alleen verouderd, maar ook te ver van de nieuwe grens gelegen. Bovendien had Frankrijk in de Eerste Wereldoorlog zoveel soldaten verloren, dat de grenzen niet afdoende verdedigd konden worden zonder extra maatregelen.
De Franse minister van Oorlog Paul Painlevé was de drijvende kracht achter de linie, maar uiteindelijk diende zijn opvolger en oorlogsveteraan André Maginot het plan tot de bouw in 1930 in bij het Franse parlement. Zijn 2,9 miljard franc (tegenwoordig: 1,5 miljard euro) kostende project trok een zware wissel op de Franse economie, juist in een tijd van economische crisis. Verdediging tegen Duitsland werd echter van levensbelang geacht, vooral toen Adolf Hitler aan de macht kwam. Daarnaast zorgde het voor 20.000 banen en voor elektrificatie van de grensgebieden.

## Indeling en functioneren
In het noorden bestond de linie uit 22 artillerieforten of Gros Ouvrages (letterlijk vertaald: Groot Werk) en 36 infanterieforten of Petit Ouvrages. In het zuiden werden 23 Gros Ouvrages en 27 Petit Ouvrages gebouwd.

### Petit Ouvrage
Een Petit Ouvrage (PO) bestond meestal uit twee of drie kazematten die verbonden waren door ondergrondse gangen. Deze kazematten waren meestal bewapend met twee dubbelloopsmitrailleurs en een 37 mm- of 47 mm-antitankkanon. Vaak beschikte men ook over een hefkoepel met dubbelloopsmitrailleur. Een van de kazematten deed dienst als ingang van het fort en was vaak 100 meter naar achter gelegen. Op het dak bevonden zich een of twee vaste pantserkoepels, bewapend met lichte of dubbelloopsmitrailleur en 50 mm-mortier. Ondergronds waren er een kazerne en een elektrische centrale. De bemanning bestond uit maximaal 200 man. Voor elke drie soldaten was één bed voorzien.

### Gros Ouvrage
De Gros Ouvrages (GO) beschikten meestal over twee ingangen (een voor munitie en materieel en een voor personeel) en meerdere infanterie- en artilleriekazematten. Ondergronds waren er een kazerne, elektrische centrale en munitiemagazijnen. De ingangen en het hoofdmunitiemagazijn lagen vaak meer dan een kilometer achter de kazematten, zodat het fort ook bevoorraad kon worden terwijl het onder vuur lag. Door de verbindingsgang liep vaak een elektrische smalspoortrein voor de bevoorrading.
De bewapening bestond uit 75 mm-kanonnen, 135 mm-houwitsers, 81 mm-mortieren, antitankkanonnen en dubbelloopsmitrailleurs, ingebouwd in hefkoepels en in kazematten. Het bereik van de bewapening was niet toereikend om Duitsland te beschieten. Als men wel over de grens had kunnen schieten, zou dit door Duitsland als een agressieve daad kunnen worden gezien en Frankrijk wilde Duitsland absoluut niet voor het hoofd stoten.
De meeste bewapening was echter flankerend opgesteld. Hierdoor konden de kazematten door aanaarden en reliëf in het landschap aan het zicht van de vijand onttrokken worden. Ook kon een groter deel van het slagveld bestreken worden dan bij frontale opstelling.

### Overige werken
Tussen de forten werden meer dan 400 interval-kazematten, infanterieschuilplaatsen en observatieposten gebouwd. Tussen de werken liepen kilometers prikkeldraad en antitankversperringen die werden bewaakt door interval-troepen. Voor de hoofdlinie lag, vlak bij de grens, een linie van voorposten. Militairen woonden hier op of naast kleine kazematten. Zij moesten bij een onverhoedse aanval de hoofdlinie alarmeren en de aanval zo veel mogelijk vertragen door allerlei versperringen op te richten. Achter de hoofdlinie lagen talloze munitie- en materieelopslagplaatsen, kazernes waar de bemanning in vredestijd woonde en betonnen transformatorhuizen voor de elektriciteitsvoorziening. Alles was met elkaar verbonden door een netwerk van militaire wegen en 600 mm-smalspoorbanen. Daarnaast kon men beschikken over een modern telefoonnet en morsezenders.
De bewapening bestond in totaal uit 152 hefkoepels, 344 stukken geschut, 1536 vaste pantserkoepels, 500 antitankkanonnen en meer dan 3000 dubbelloopsmitrailleurs.

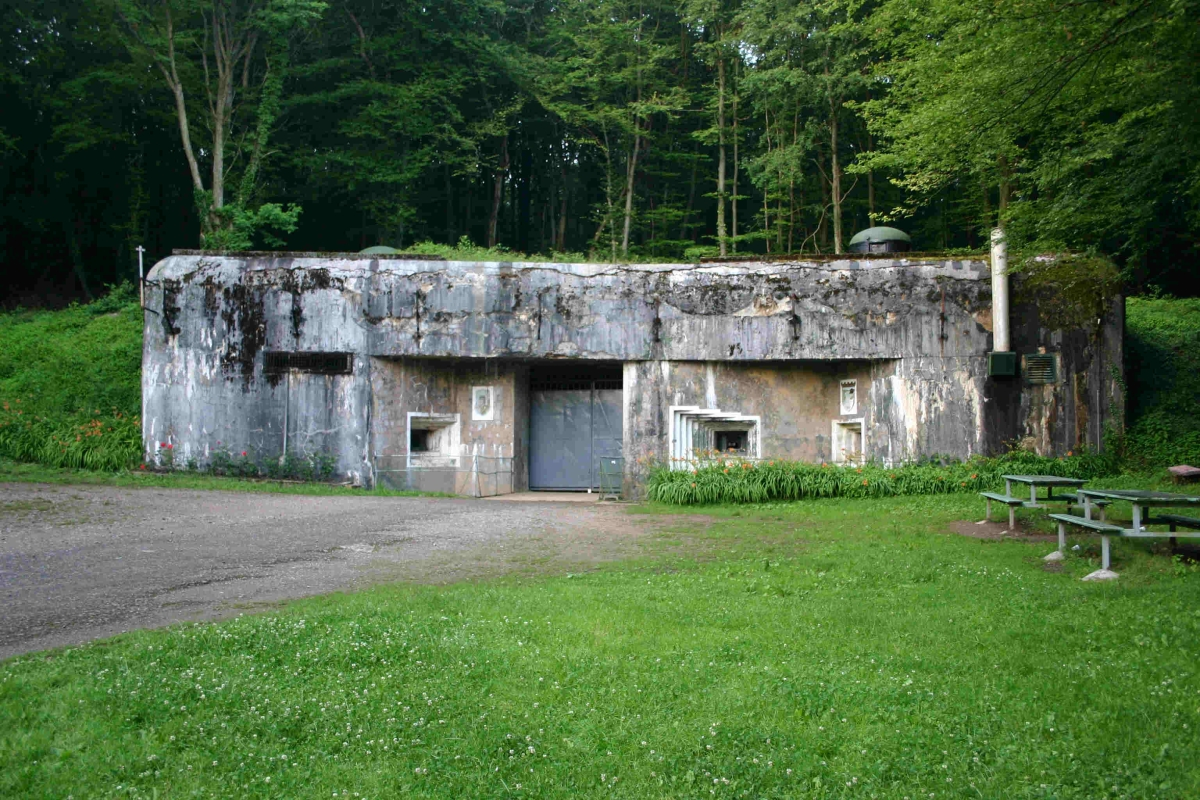
GO Michelsberg
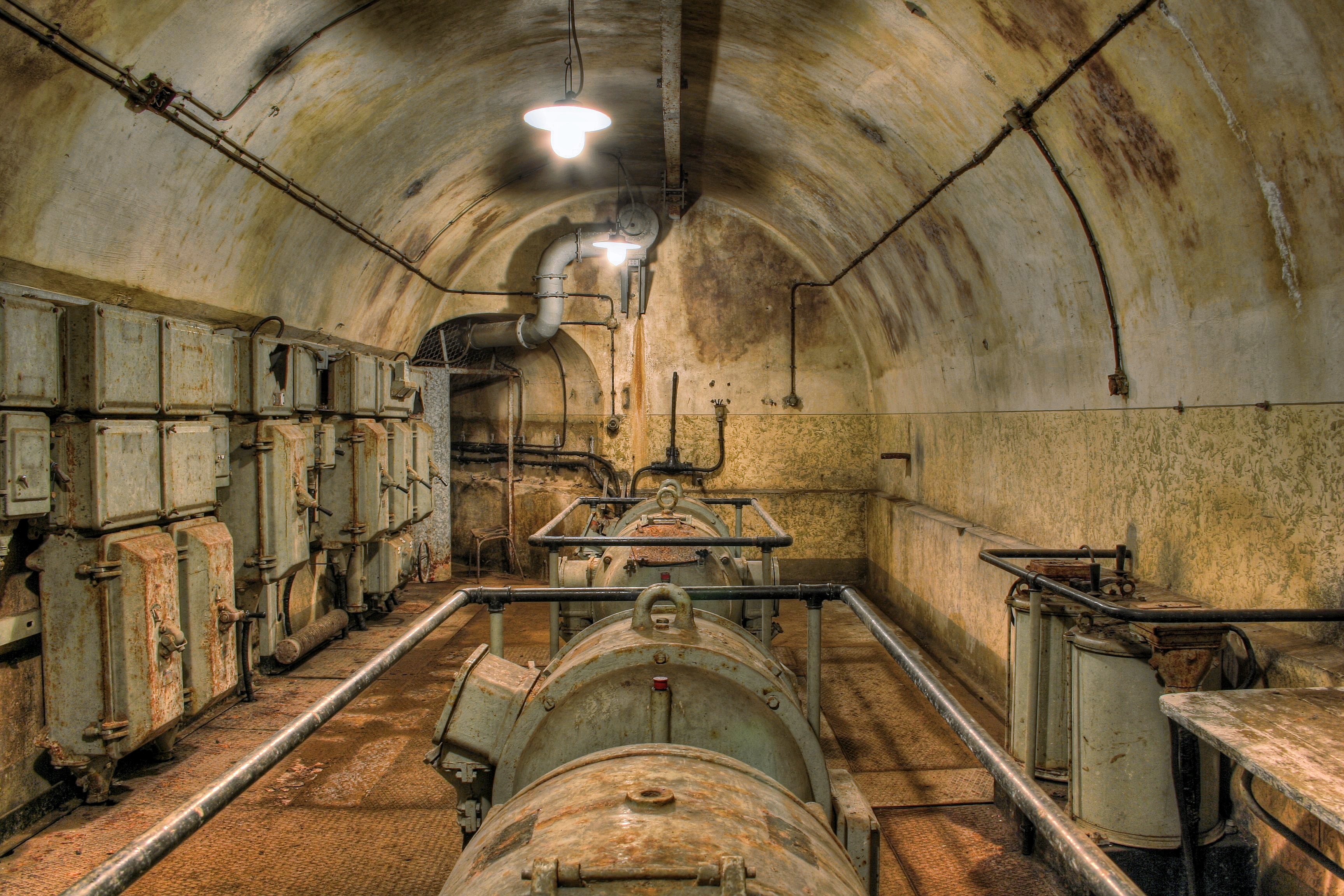
Transformatorruimte (GO Michelsberg)
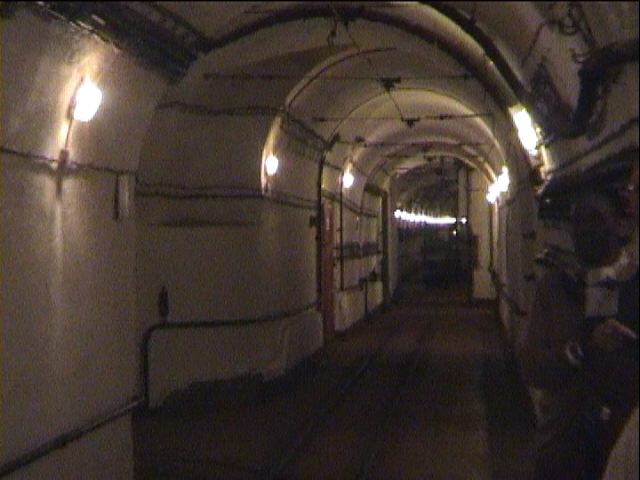
Verbindingsgang met smalspoor (GO Hackenberg)
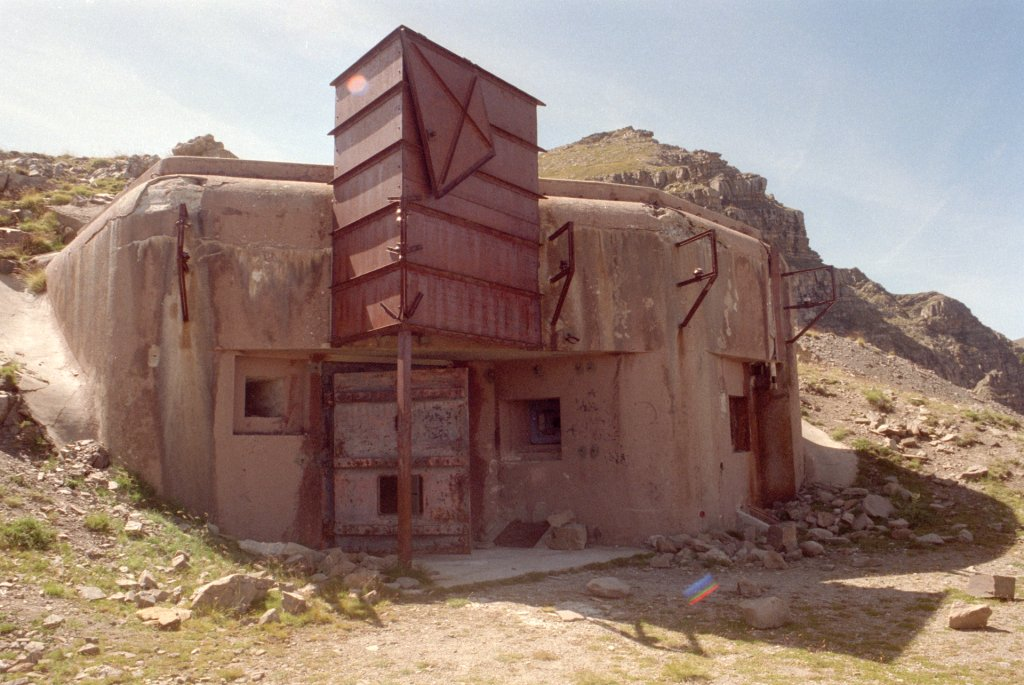
PO du col de la Moutière
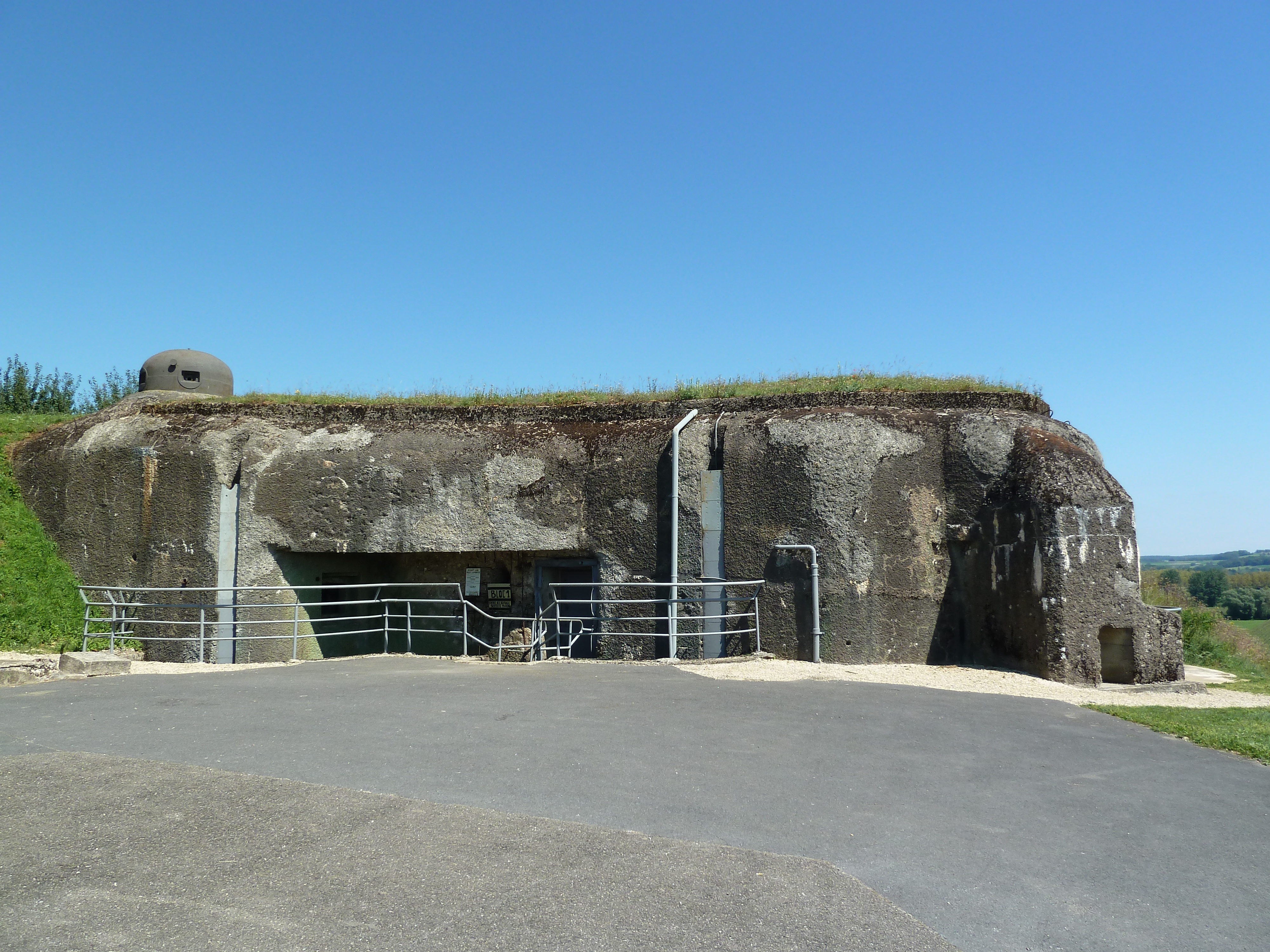
PO de La Ferté
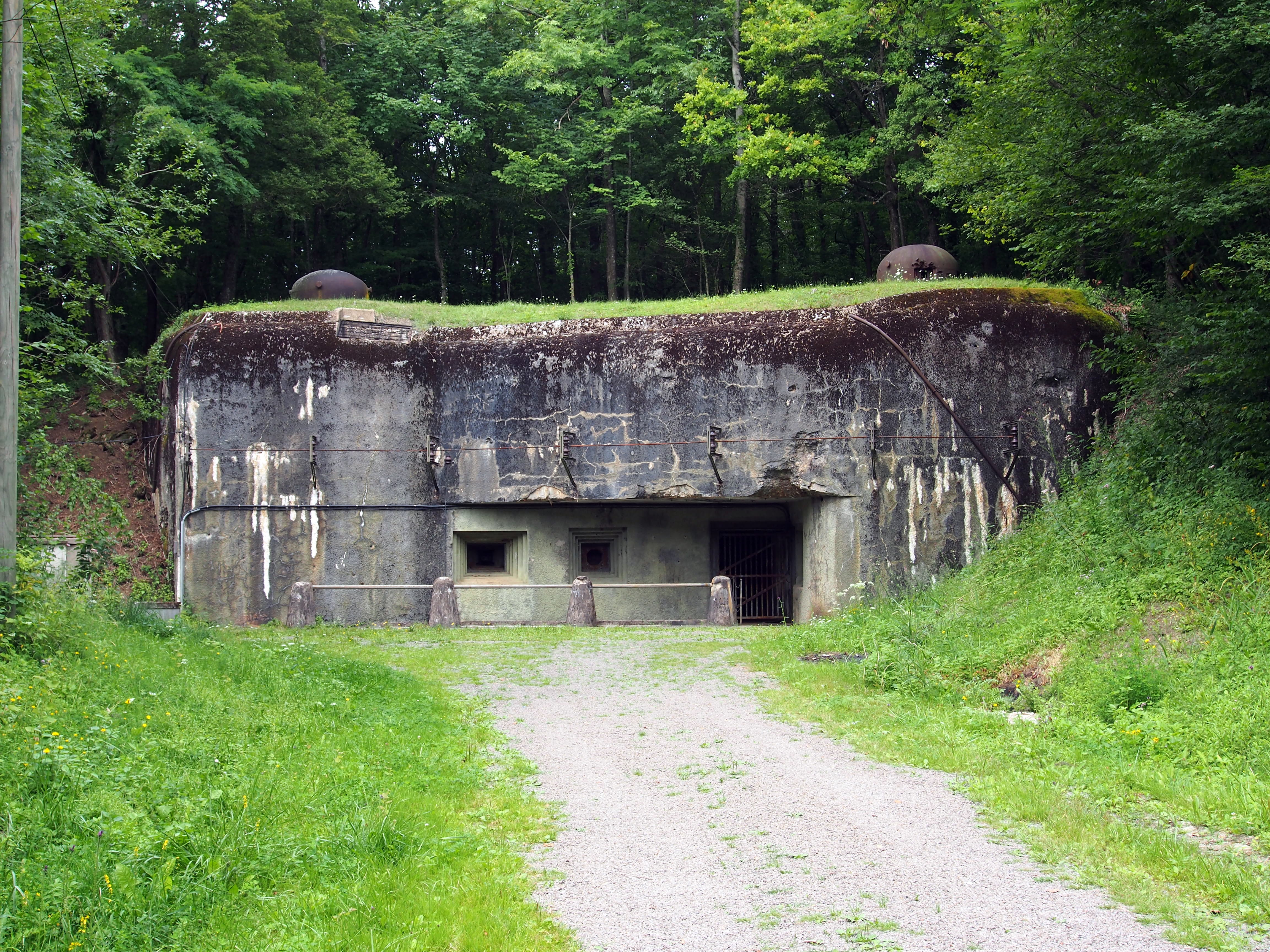
GO de Fermont

## Tweede Wereldoorlog
Duitsland viel in de Tweede Wereldoorlog Frankrijk binnen via de Belgische Ardennen. Het Franse opperbevel had dit gebied ongeschikt bevonden voor tanks en had de linie ten zuiden hiervan zwak uitgebouwd. De personele bezetting bestond hier voornamelijk uit onervaren troepen en oudere reservisten. In feite werd het zogenaamde Schlieffenplan uit de Eerste Wereldoorlog hergebruikt. Na drie dagen braken de Duitsers bij Sedan door de linie. Het enige Maginotfort dat hierbij werd veroverd was het Petit Ouvrage La Ferté. De gehele 107-koppige bemanning sneuvelde door verstikking.
In de periode 1940-1944 zijn veel forten door de Duitsers gebruikt als ondergrondse fabrieken. In Hackenberg is dit nog goed te zien door de weggebroken binnenmuren van de kazerne waardoor grote productiehallen ontstonden.
Tijdens de geallieerde opmars in 1944 was de functie van de Maginotlinie beperkt, want de meeste wapens stonden de verkeerde kant opgericht. Sommige forten werden echter wel door de Duitsers bezet gehouden en hier werd met de Amerikanen een zware strijd om geleverd. Deze strijd vond vooral plaats in de regio van Bitche en rond GO Hackenberg.

## Na de oorlog
Veel forten, kazematten en schuilplaatsen zijn tegenwoordig opengesteld voor het publiek. In de forten Fermont en Hackenberg kan men een rit maken in de originele munitietrein. In Fermont worden onder andere rondleidingen gegeven door een Nederlandstalige gids en in Hackenberg door een Duits- en Engelstalige gids. Sommige forten hebben nog altijd een militaire bestemming. Zo worden GO Hochwald en GO Mont Agel gebruikt voor de Franse luchtverdediging.